# Cornelis Eycks
Cornelis Eycks (rond 1735 - Ceylon, 1769) was een Zeeuws zeeman, die op 5  augustus 1763 in Oman met het VOC-schip Amstelveen schipbreuk leed bij kaap Ras Matrakah. Over zijn lotgevallen werd in 1766 in Middelburg en in 2014 in Amsterdam een boek gepubliceerd.

## Tocht
In september 1763 liep het VOC-schip Amstelveen, onderweg van Batavia naar Perzië, op kaap Ras Matrakah aan de Arabische kust. Van de 105 personen aan boord wisten 30 het strand te bereiken. Een van hen was Cornelis Eycks. Deze 30 overlevenden begonnen aan wat uiteindelijk zou uitdraaien op een barre, vijf wekende durende voettocht van rond de 500 kilometer naar de beschaafde wereld. Soms werden zij door de bedoeïenen geholpen, maar soms ook aangevallen en beroofd. Uiteindelijk kwamen zij in Ras al Hadd aan. Vandaar legden zij de laatste 200 kilometer naar Muskat per boot af. Uiteindelijk wisten 22 van de 30 overlevenden van de schipbreuk Muskat te bereiken.

## Boek
Na terugkomst van Eycks in Middelburg werd er in 1766 een uitvoerig verslag van zijn “Noodlottige gevallen” gepubliceerd. Na zijn lotgevallen is Cornelis Eycks weer gaan varen. Hij overleed in 1769 in Ceylon.

## Herontdekking en film
Het werk over de tocht van Eyck was eeuwen vergeten. Het kwam weer onder de aandacht door een vondst van de Heemsteedse galeriehouder Gert-Jan Keizer in een brocante-winkel in Oost-Frankrijk. Daar vond hij een exemplaar van de 18e-eeuwse publicatie over Eycks overlevingstocht  met de titel: Tydkorting of magazyn der Heeren; inhoudende een Verzameling van uitgezochte stukken en verhandelingen, aangaande de Natuur- en Zedekunde, Historien, Reis- en Levensbeschrijvingen en Gemengde Stoffen. Uit verscheidene Schryvers, zo uit het Engelsch en Fransch vertaalt, als in het Nederduitsch opgestelt en toegezonden, ten dienste der Liefhebbers by-een gebragt door C.S.M. Eerste deel, 1766.
In 2012 maakte Gilles Frenken een film over Eycks' lotgevallen, Expedition Oman. Deze documentaire werd gemaakt in opdracht van de Stichting Netherlands Oman Foundation, in samenwerking met de Nederlandse ambassade in Muscat. Diverse Omaanse en Nederlandse ondernemingen steunden de productie financieel.
De première vond plaats in Muscat in 2013, in aanwezigheid van een uitgebreide Nederlandse delegatie onder leiding van de Nederlandse minister van Infrastructuur en Milieu, en diverse Omaanse functionarissen.
In de documentaire treedt de Nederlandse schrijver Abdelkader Benali in de voetsporen van de overlevenden. De film werd door de NTR aangekocht en in 2013 op de Nederlandse televisie vertoont.

## Werk
- Klaas Doornbos, Shipwreck & Survival in Oman, 1763: The fate of the Amstelveen and Thirty Castaways on the South Coast of Arabia. Hertaling van het oorspronkelijke werk van Eycks.
- Klaas Doornbos, Schipbreuk in Oman; de overlevingstocht van 30 drenkelingen van 't VOC-schip Amstelveen door de woestijn van Zuid-Arabië, gebaseerd op het journaal van Cornelis Eycks Amsterdam,Amsterdam University Press,1914 ISBN 978 90 8964 791 7

## Voetnoten
1. ↑  Kan een jaar of vijf eerder of later zijn. Hij was oud genoeg om derde stuurman te zijn, maar jong genoeg om een behoorlijk zware overlevingstocht te overleven